# Порсио, Альфредо
Альфредо Порсио (исп. Alfredo Porzio; 31 августа 1900, Буэнос-Айрес — 14 сентября 1976, Буэнос-Айрес) — аргентинский боксёр.
На Олимпиаде 1924 года в Париже завоевал бронзовую медаль в составе аргентинской команды по боксу. Выступал в супертяжёлом весе. В 1930 году завершил спортивную карьеру. Позднее Порсио вместе со своим братом Тино работал менеджером многих видных аргентинских боксёров.